# Vladimir Stanojević
Vladimir Stanojević, črnogorski vojaški zdravnik in general, * 3. marec 1886, † 5. junij 1978.

## Življenjepis
Stanojević je kot vojaški zdravnik sodeloval v obeh balkanskih vojnah in obeh svetovnih vojnah. Po drugi svetovni vojni je bil v letih 1946−48 predavatelj zgodovine medicine na Sanitetni oficirski šoli JLA in na sarajevski Medicinski fakulteti.
Napisal je tudi več del iz zgodovine (vojaške) medicine.